# Trine Østergaard Jensen
Trine Østergaard Jensen (* 17. Oktober 1991 in Galten) ist eine dänische Handballspielerin, die dem Kader der dänischen Nationalmannschaft angehört.

## Karriere

### Im Verein
Trine Østergaard Jensen begann das Handballspielen in ihrem Geburtsort bei Galten FS, wo sie anfangs auch Fußball spielte. Ab der Spielzeit 2007/08 setzte sie ihre Laufbahn in Ikast fort. Ab der Saison 2009/10 gehörte die Linkshänderin dem erweiterten Kader dänischen Erstligisten FC Midtjylland Håndbold an. 2010 wurde sie schließlich von FC Midtjylland Håndbold unter Vertrag genommen. Mit dem FCM gewann sie 2011, 2013 und 2015 die dänische Meisterschaft, 2011 den EHF-Pokal sowie 2015 den Europapokal der Pokalsieger. Weiterhin errang sie 2012, 2014 und 2015 den dänischen Pokal. Die Dänin trug im Pokalfinale 2012 sechs Treffer zum 28:21-Finalsieg über KIF Vejen bei. Im Sommer 2017 wechselte sie zu Odense Håndbold. Zur Saison 2020/21 wechselte sie zum deutschen Bundesligisten SG BBM Bietigheim. Mit Bietigheim gewann sie 2021, 2022 und 2023 den DHB-Pokal, 2021 den DHB-Supercup, 2022 und 2023 die deutsche Meisterschaft sowie 2022 die EHF European League. 2023 wechselte sie zu CSM Bukarest. Mit Bukarest gewann sie 2024 und 2025 sowohl die rumänische Meisterschaft als auch den rumänischen Pokal.

### In der Nationalmannschaft
Trine Østergaard Jensen spielte anfangs für die dänische Juniorinnen-Nationalmannschaft. Für Dänemark lief sie bei der U19-Europameisterschaft 2009 in Ungarn auf und belegte dort den 13. Platz. In diesem Turnier erzielte die Außenspielerin insgesamt 13 Tore.
Trine Østergaard Jensen geht seit dem April 2011 für die dänische A-Nationalmannschaft auf Torejagd. Mit dem dänischen Aufgebot nahm sie an der Weltmeisterschaft 2013 in Serbien teil. Im Turnierverlauf erzielte sie 21 Treffer in neun Partien und gewann die Bronzemedaille. Weiterhin nahm sie an der EM 2014, WM 2015, EM 2016, WM 2017, EM 2018, EM 2020, WM 2021, EM 2022 und EM 2024 teil. Bei der WM 2021 und der WM 2023 gewann sie jeweils die Bronzemedaille sowie bei der EM 2022 und bei der EM 2024 die Silbermedaille. Bei den Olympischen Spielen in Paris gewann sie die Bronzemedaille.